# Nous sommes tous des assassins
Pour plus de détails, voir Fiche technique et Distribution.
Nous sommes tous des assassins est un film de procès franco-italien, réalisé par André Cayatte, sorti en 1952.

## Synopsis
Durant la Seconde Guerre mondiale, René Le Guen, petit délinquant, est recruté dans la Résistance française. Il est alors conditionné à tuer l’ennemi. Mais lorsque la guerre est terminée, il continue d’appliquer ce qu’on lui a appris : il est arrêté et condamné à mort. Attendant dans sa cellule la date exacte de son exécution, il espère toujours que le Président lui accordera la grâce. Son avocat tente de démontrer que les meurtres de Le Guen ont pour source une grave lacune, un problème de société.

## Fiche technique
- Titre : Nous sommes tous des assassins
- Réalisation : André Cayatte, assisté de Pierre Léaud
- Scénario : André Cayatte et Charles Spaak
- Décors : Jacques Colombier
- Costumes : Ferdinand Junker
- Photographie : Jean Bourgoin
- Montage : Paul Cayatte, assistante Nicole Colombier
- Musique : Raymond Legrand
- Son : Antoine Petitjean
- Producteur : François Carron
- Société de production : Jolly Films, Labor Films et UGC
- Pays d'origine :  France |  Italie
- Langue : français
- Format : Noir et blanc - 1,37:1 - 35 mm - Son mono (Optiphone)
- Genre : Film dramatique
- Durée : 115 minutes
- Date de sortie : 
  - France : 21 mai 1952
- Affiches : René Péron, Bernard Villemot (France)

## Distribution
- Marcel Mouloudji : René Le Guen
- Raymond Pellegrin : Gino le Corse
- Antoine Balpêtré : le docteur Dutoit
- Claude Laydu : Philippe Arnaud, l'avocat de Le Guen
- Roland Lesaffre : le détenu coiffeur
- André Reybaz : le père Simon
- Yvonne de Bray : la chiffonnière au café
- Monette Dinay : la patronne
- Renée Gardès : la mère Le Guen
- Solange Sicard : la mère d'Agnès
- Anouk Ferjac : Agnès
- Liliane Maigné : Rachel
- Line Noro : Mme Louise Arnaud
- Henri Vilbert : M. Arnaud
- Jacqueline Pierreux : Yvonne Le Guen, la sœur de René
- Yvette Étiévant : Mme Bauchet
- Juliette Faber : Francine Sautier, la femme de l'imprimeur
- Élisabeth Hardy : la mère de la fillette
- Éliane Monceau : l'amie de Dutoit
- René Blancard : Pichon, le paysan
- Julien Verdier : Marcel Bauchet
- Georges Poujouly : Michel Le Guen
- Louis Seigner : l'abbé Roussard
- Jean Daurand : Girard
- Lise Berthier : une chiffonnière
- Marcelle Rexiane : une concierge
- Alinda Kristensen : Mme Sanders, la femme du garçon de bains assassiné
- Lucien Nat : l'avocat général
- Jean-Roger Caussimon : le procureur
- Louis Arbessier : l'avocat du tribunal pour enfants
- Edmond Ardisson : un gardien
- Doudou Babet : un jeune détenu
- René Berthier : un monsieur pendant le couvre-feu
- Charles Bouillaud : l'agent
- Rémy Clari : un jeune détenu
- Jean Clarieux : le barman à la libération
- Henri Crémieux : l'avocat de Bauchet
- Guy Decomble : un inspecteur assassiné
- Maurice Dorléac : le président du tribunal
- Pierre Duncan : Un employé de la prison
- Paul Faivre : Biribi
- Paul Frankeur : le gardien Léon
- Jean-Pierre Grenier : le docteur Detouche
- Jean-Paul Moulinot : le directeur de la Santé
- François Joux : Maurice Sautier, l'imprimeur
- Jérôme Goulven : André Noblet alias Capitaine Bayard
- Benoîte Lab
- René Lacourt : le chiffonnier
- Léon Larive : le locataire
- Charles Lemontier : le procureur
- Jacques Morel : Charlie
- Marcel Pérès : Malingré
- Nicole Régnault
- Alexandre Rignault : le gendarme à la ferme
- Pierre Sergeol : l'avocat de Gino
- Jean Sylvain : Un client des bains
- Georges Tabet : le pianiste corse
- Jean-Marc Tennberg : Frédo
- André Valmy : Petit Louis
- François Vibert : Me Mousset
- Victor Vina : le directeur du patronage
- Louis Saintève : le président du tribunal pour enfants
- Paul Barge : le chauffeur
- Léonce Corne : le capitaine du tribunal militaire
- Henri Coutet : un gardien
- Daniel Mendaille : un gardien
- Fernand René : un infirmier
- Jacques Denoël : un infirmier
- Roger Vincent : un assesseur
- Joe Davray : un FFI
- Max Fromm : un soldat allemand
- Kurt Kronefeld : Heinrich Stoll, l'allemand soupçonné de meurtre
- Jean Brunel
- Claude Cernay
- Philippe Chauveau
- Henri Cote
- Marius David
- Édouard Francomme : un client chez Petit Louis
- Pierre Fromont : un FFI
- Gaston Garchery
- Maurice Juniot
- Philippe Kellerson
- Guy Mairesse : un jeune détenu
- Frank Maurice : un gardien
- Jacques Marin : un gardien au café
- Émile Morel
- Pierre Morin
- Jacques Muller : un infirmier
- Bernard Musson : un gardien
- Lucien Raimbourg
- Marcel Rouzé
- Jean-Jacques Steen
- Sylvie : la mère de Gino le Corse
- Gabriel Gobin : un gardien
- Gérard Darrieu : un détenu
- Alexandre Rignault : un gendarme
- Roger Hanin : un employé de la prison

## Distinctions
- Prix spécial du Jury au Festival de Cannes 1952[1].

## Novélisation
- Le scénario du film a été novélisé par Jean Meckert avec le roman du même nom.